# Cmentarz wojskowy w Granicy

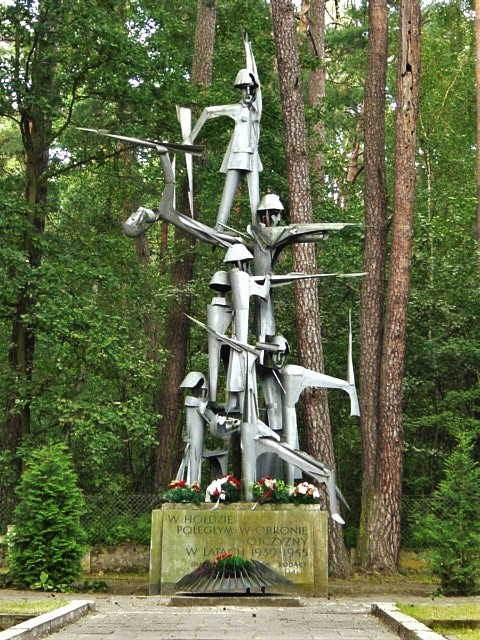
Pomnik na cmentarzu

Cmentarz wojenny z II wojny światowej zlokalizowany na terenie Kampinoskiego Parku Narodowego we wsi Granica w gminie Kampinos. 
Cmentarz został zaprojektowany w kształcie orła. Pochowanych jest na nim 800 żołnierzy Armii "Poznań" i "Pomorze" poległych głównie w dniach 16-18 września 1939 roku w czasie bitwy nad Bzurą. Są także pojedyncze groby żołnierzy Armii Krajowej pochodzące z 1942 roku.
Na cmentarzu wybudowany jest duży pomnik ku czci poległych.